# Pedro Otero
Pedro Manuel Otero Vázquez (L'Avana, 20 giugno 1920 – ...) è stato un cestista cubano.

## Carriera
Ha disputato cinque partite ai Giochi della XIV Olimpiade.